# Helga Lösen
Helga Lösen var en nådebild belägen i svartbrödraklostret i Stockholm under medeltiden, med motiv föreställande Jesu nedtagning från korset, förgyllt i silver. Verket bidrog till dominikanklostrets status som vallfärdsort. Altarbilden förknippades med mirakel. Svartbroder Gregorius Holmiensis, som var den som nedtecknade de flesta av dessa, fick dock år 1407 se en brand förstöra alla tidigare officiella beskrivningar av miraklen.
1527 beslagtog kung Gustav Vasa den 11 kg tunga, förgyllda altarbilden och lät smälta ner den. 1547 revs kyrkan.
En möjlig avbildning av verket finns i dag i Länna kyrka i Uppland.